# Tiran-5/Tiran 67 (carro de combate)
El Tirán-5/Tiran Ti-67 es el nombre dado a la serie de vehículos blindados T-54 y T-55 dentro de las FDI. Aunque existe cierto debate en cuanto a su origen, lo más probable es que provienen del principal ataque de las FID acometido contra las tropas árabes dentro del marco operativo de la guerra de los Seis Días, que se dio en los combates mientras duró el cierre del Estrecho de Tirán[cita requerida]. Sin embargo, la designación del Ti-67 es una fantasía de imprenta o una copia de otro nombre de uso corriente dentro de las FDI[cita requerida], y que se convirtió en su apodo, luego en su designación oficial. El Tiran-5 primeramente fue usado en los arsenales de las FDI durante la Guerra de los Seis Días, y estos eran en su mayoría T-54 capturados a fines del año 1967, y que se pueden distinguir por la protuberancia de sus ventiladores, con techo alto; aunque en algunos T-55 las modificaciones fueron desde luego mayores, luego de que más se capturaran, estos carros ahora en manos israelíes fueron usados también como armas bajo bandera israelí debido al déficit recurrente dentro de los medios blindados israelíes en este conflicto bélico.

## Historia

### T-54/55/62 en Israel
Tras la guerra Israel consiguió un botín de tanques egipcios y sirios. Solo en el Sinai Israel capturó cientos de tanques y cañones autopropulsados. Unos 200 T-55 fueron capturados en buen estado y otros podían ser reparados o empleados para repuestos. Entre 1968 y 1969 unos 150 tanques fueron modificados de acuerdo a los estándares israelíes (radios, equipos, etc). Antes de la guerra de 1973 la estandarización incluyó la instalación de un cañón M68 de 105 mm..
Los tanques vieron servicio en el Sinaí entre 1969 y 1970, siendo empleados para raids de tras de las líneas egipcias. En 1973 los T-55 capturados suponían el 7% de la fuerza de tanques de Israel. Tras la guerra más T-55 fueron capturados. Esta vez también se capturaron unos 200 tanques T-62. Los T-62 pasaron por el mismo proceso de adaptarse a los estándares israelíes, pero el cañón de 115 mm. se respetó. En 1982 Israel capturó en Líbano varias docenas de T-55 y T-62 sirios.
Israel bautizó a estos tanques del siguiente modo
- Tyran 4: T-54
- Tyran 4-SH: T-54 con cañón de 105 mm..
- Tyran 5: T-55
- Tyran 5-SH: T-55 con cañón de 105 mm..
- Tyran 6: T-62.

### Cambios tras las experiencias de 1973
Las duras lecciones aprendidas durante la guerra del Yom Kippur, les dieron muchos cambios doctrinales al Ejército Israelí, así como los tan necesarios cambios físicos en la flota de blindados se fueran dando, así mismo se tuvieron duros traspiés en sus nueva adoctrinación; lo que resultó en el embargo internacional de armas del que fue objeto la recién creada nación de Israel, en un corte de sus más preciados y vitales elementos dentro de sus planes de combate: blindados suficientes y de buenas capacidades para poderse enfrentar en condiciones de igualdad contra las mejor armadas y más numerosas tropas árabes. 
Como la mayoría de otras herramientas de las FDI, comenzaron un proyecto de mejora casi inmediata que consistió en modificar y actualizar los vehículos capturados. 
En algunos de estos vehículos se veían las armas originales soviéticas, como el cañón D-10T de 100 mm, y aparte solo dos galoneras para el acarreo adicional de agua se agregaban en la parte posterior de la torreta. 
En 1973 el cañón de 100 mm sería sustituido por el estándar OTAN de 105 mm, que ya se encontraba de serie en los tanques occidentales, y que ahora se construía bajo licencia en Israel. Esta fue posiblemente la más difícil modificación, ya que implicaba "dar la vuelta" al completo mecanismo de los retenedores y del cierre del cañón; ya que en el original se carga desde la derecha siendo en el de 105 mm la recarga se hace desde la izquierda. Además se le instalaron un juego de soportes extra para las antenas. En la misma modificación la canasta de almacenamiento posterior, junto con la mencionada modificación anterior del cañón, eran lo estándar al entrar al servicio. Dos galones de agua se colocaron detrás del cargador, junto con una caja de almacenamiento de munición para las ametralladoras y contenedores adicionales de carga. Los cambios no se verían en sí hasta la invención de un blindado de diseño y manufactura local que no se dio sino hasta finales de los años 70 y a principios de los 80, y con el cual se estableció que la actualización de estos viejos blindados; que aún estaban dentro de las filas israelíes, y que eran la única opción viable para este estado, se verían reemplazados de manera loteada.
Los vehículos que se han visto en servicio israelí estaban armados con una ametralladora de 7,62 mm y que era operada por el artillero en servicio, y otra arma montada en la parte superior central de la torreta era operada por el comandante del carro, esta era por lo general alguna ametralladora remanente de las originales instaladas en el T-55, una DShK de 12,7 mm. Y en otros casos eran equipadas con ametralladoras de 7,62 mm pero de origen británico o estadounidense, o también eran montadas ametralladoras Browning M2.
Aunque las cifras exactas no se conocen, fueron capturados suficientes como para armar al menos 3 batallones inicialmente durante la guerra de 1973. Después de la guerra del Yom Kippur y del análisis posterior de bajas sufridas después de sucedido el conflicto; se presume que otros T-54/55 más fueron capturados, así como el último carro dentro de los arsenales árabes, el T-62 fue capturado en altos números. Una vez más, mientras que las cifras exactas no se conocen, no sería descabellado decir que se capturaron suficientes vehículos como para equipar a un gran número de brigadas mecanizadas.

## Designación
De acuerdo a las denominaciones de las FDI, hay tres usos para la designación Tiran':
- Tiran 4/5: Carros de combate T-54 y T-55 capturados a Egipto en la península del Sinaí, sin modificaciones significativas.[4]
- Tiran-4/5 S: Un carro T-55 con armas occidentales en su equipamiento como el cañón M68, la ametralladora M2HB, y el radio original reemplazado por un radio de uso en los M48 dados de baja en el curso de las acciones.[4]
- Tiran 6: Nombre dado a los T-62 capturados durante la guerra de Yom Kipur.

Si bien se han hecho numerosas actualizaciones y modificaciones en la serie Tiran, no han sido capaces de encontrarle otra designación para ellos, o más bien; ninguna de las designaciones de las FDI se han aceptado, por lo que las usadas por los medios de comunicación abundan y son las actualmente aceptadas. El ejército israelí también hizo uso vehículo de apoyo basado en el chasis T-55 como posapuentes y vehículos de ingenieros, así como transportes de tropas. 
Se cree que al menos 1000 T-55 y 300 T-62 fueron capturados en el curso de las acciones bélicas, destacándose el cerco en el día 5 de la guerra de los seis días, en donde al menos 300 T-55 fueron capturados e incorporados a los arsenales hebreos.

## Estado
Israel ha dispuesto de mucha experiencia en blindados de origen soviético después de sus victorias en las guerras a las que se ha involucrado, optando de alguna manera en adecuarlos para su servicio. En la actualidad se venden en el mercado de defensa paquetes de actualización para los usuarios de carros soviéticos. Los israelíes han probado estas mejoras en las que se incluyen palas frontales, cargadores del estilo Merkava, torretas y cúpulas estilo Urdan, etc.. En la actualidad esta serie de blindados T-54 y T-55, así como la de los T-62 se consideraba obsoleta pero aún hay ejércitos que los operan.
A finales de los años 80 la versión de carros de combate de la serie T-55 se retiraron formalmente del servicio en Israel, sin embargo los cascos remanentes de algunos T-54/55 se han modificado en vehículos blindados con la última tecnología de blindaje modular. Esto le dieron a la infantería mecanizada la misma protección en el campo de batalla que la de cualquier tanque en servicio con Israel, y la capacidad de supervivencia de la tripulación se mejoró por su introducción. Las modificaciones de éstos blindados en servicio israelí influenciaron de gran manera a otras naciones como China, y a sus actualizados blindados. El T-54/55 definitivamente se hizo a un lugar en la historia de los blindados, al lado de otros contemporáneos como los Sherman, Centurión y los Patton.

## Descripción

### Tiran 4
Modificado para recibir radioteléfonos de modelo occidental y contenedores de agua adicionales, sus armas eran prácticamente las mismas; de origen soviético.

### Tiran 67/Tiran 5 Ti-5
T-55 modificado para recibir radioteléfonos de modelo occidental, el cañón cañón estadounidense M68 y equipamientos varios.

### Tiran Ti-67S/Tiran 6
T62 retenía el cañón y le eran reemplazadas las armas secundarias con el agregado de un sistema de visión nocturna.
Tan solo 100 de estos se vieron en servicio, quedando en reservas alrededor de 70 vehículos a la fecha de su retiro.

## Usuarios
- Israel

- Tiran 4/Tiran 67 - 300 unidades.

- Tiran 5/Tiran 67 S - 400 unidades, retiradas.

- Tiran 6/Tiran 62 - 100 unidades capturadas (1974), luego reconvertidas; retiradas del servicio solo 70 vehículos, otras unidades están en exposiciones y museos a nivel mundial.

- Uruguay

- 15 Tiran Ti-67 en servicio.